# Олула-де-Кастро

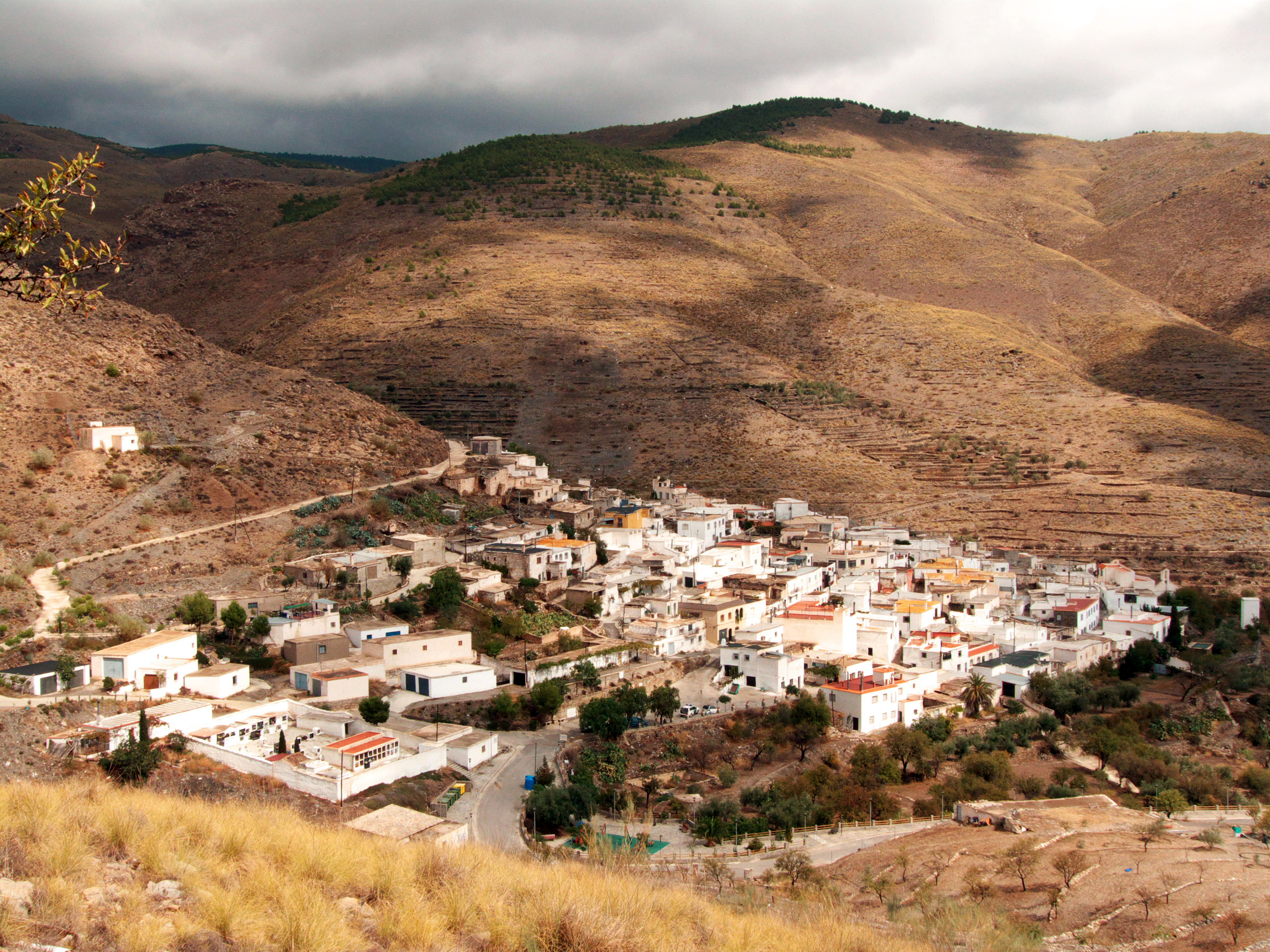

Олула-де-Кастро (ісп. Olula de Castro) — муніципалітет в Іспанії, у складі автономної спільноти Андалусія, у провінції Альмерія. Населення — 209 осіб (2010).
Муніципалітет розташований на відстані близько 380 км на південь від Мадрида, 36 км на північ від Альмерії.
На території муніципалітету розташовані такі населені пункти: (дані про населення за 2010 рік)
- Олула-де-Кастро: 196 осіб
- Ель-Тальйон-Бахо: 13 осіб

## Демографія
Динаміка населення (INE ):